# Jean-François Copel
Ne doit pas être confondu avec Marie-Vincent Talochon.
Jean-François Copel, dit le Père Élisée, est un prédicateur français, né à Besançon en 1726 et mort à Pontarlier en 1783. 

## Biographie
Il entre chez les Carmes en 1745 et y est choisi pour instruire les novices. Le supérieur de son ordre l'appelle à Paris en 1757 où Diderot le remarque. Le célèbre philosophe ayant entendu un de ses sermons dans une église devant laquelle il passait par hasard, en fut enchanté, et le suivit à la sacristie pour lui demander s'il était l'auteur de son discours. Le père ayant répondu affirmativement à cette question Diderot alla le vanter partout et lui amena de si grands flots d'auditeurs, que les églises en devinrent trop étroites. Élisée fut bientôt, et à deux reprises, appelé à l'honneur de prêcher devant le roi. Mais ses prédications incessantes et les macérations auxquelles il se livrait ruinèrent sa santé; il succomba aux fatigues d'un carême qu'il avait entrepris de prêcher à Dijon. 
Les Sermons du Père Élisée, publiés à Paris (1784-1786, 4 vol. in-8°) ont été traduits en allemand et en espagnol. On y reconnaît une élégante facilité, une simplicité et une régularité de plan qui provoquent et favorisent l'attention; mais on leur reproche leur froideur compassée, le défaut de science et une trop grande faiblesse dans l'argumentation.

## Œuvres
- Œuvres choisies du Père Élisée, précédées d'une notice biographique
- Sermons, Tome 1 , Tome 2 , Tome 3 , Tome 4
- Oraison funèbre de Très-Haut, Très-puissant et excellant prince Stanislas I. Roi de Pologne, grand duc de Lituanie, duc de Lorraine et de Bar

### Archives
- « Lettres du Père Élisée à Marie-Thérèse de La Ferté-Imbault », Quelques lettres de madame Geoffrin, du cardinal de Bernis, Voltaire, Marmontel, le Père Élisée, le roi de Pologne, madame de La Ferté-Imbault, Boufflers, Destouches et autres, Bibliothèque nationale de France, 1816 (consulter en ligne).